# Jean-Baptiste Lully
Jean-Baptiste de Lully ([ʒã.ba.tist de ly.li]IPA, rodným jménem Giovanni Battista Lulli, 28. listopadu 1632 Florencie – 22. března 1687 Paříž) byl francouzský hudební skladatel italského původu, který od roku 1662 zcela ovládal francouzskou hudební scénu. Patří k nejvýznamnějším francouzským skladatelům barokního období a je faktickým tvůrcem francouzské národní opery (je autorem první francouzské opery Cadmus et Hermione z roku 1673) a francouzského typu operní ouvertury.
Lully také rozvinul recitativ ve francouzštině. Nahradil recitativo secco (suchý recitativ) novou formou recitativo accompagnato (doprovázený recitativ), pro kterou jsou typické rytmické variace a přesná umístění slov. Vytvořil nový styl deklamace, který byl přesně uzpůsoben pro francouzštinu. Při zpěvu se díky této invenci vyrovnává rozdíl mezi árií a recitativem, zpěv pak zní více kontinuálně.
Patřil mezi několik málo důvěrných přátel krále Ludvíka XIV. I díky tomu se stal nejvlivnějším a nejúspěšnějším skladatelem v období jeho vlády ve Francii a ve francouzských dějinách vůbec.
Téměř tři staletí byl Lully znám spíše kvůli neobvyklým okolnostem své smrti. Při dirigování jedné ze zkoušek v roce 1687, se Lully prudce udeřil bodcem těžké barokní taktovky do palce pravé nohy, který se v důsledku nedostatečné hygieny zanítil. Protože odmítal včasnou amputaci, která by byla nutná pro zastavení gangrény, zánět se rozšířil. Pozdní amputace nohy již nepomohla a Lully o dva měsíce později zemřel. Teprve nový zájem o barokní hudbu v posledních desetiletích 20. století vedl k hlubšímu poznání Lullyho děl.
Mezi Lullyho nejdůležitější díla patří ve spolupráci s Molièrem Měšťák šlechticem a Psyché, ve spolupráci s Quinaultem pak královská opera Atys, opera muzikantů Isis a mistrovské dílo Armida.
Jeho kompoziční styl napodobovali soudobí hudební skladatelé po celé Evropě. Díky svému rozsáhlému dílu a hudebním invencím ovlivnil Lully i řadu pozdějších hudebních skladatelů (například G. F. Händela, J. S. Bacha, J.-P. Rameaua a další).

## Život

### Dětství a mládí
Giovanni Battista Lulli se narodil v toskánské Florencii. Giovanniho otec byl mlynář Lorenzo di Maldo Lulli, jeho matkou Caterina, rozená del Sera. Od dětství projevoval velké hudební nadání, díky kterému nemusel pracovat v otcově mlýně, ale dostalo se mu v tomto směru patřičného vzdělání u františkánů, kteří jej naučili hrát na kytaru, housle a cembalo. V roce 1646 si nadaného třináctiletého chlapce povšiml Roger Lotrinský, rytíř de Guise, který navštívil Florencii během místních slavností při své cestě z Malty do Francie. Zde hledal někoho, kdo by mohl konverzovat v italštině s jeho neteří Annou Marií Louisou Orleánskou, dcerou Gastona Orleánského. Mladý Giovanni jej zaujal natolik nejspíše proto, že ovládal zpěv, tanec i hru na housle. Rytíř de Guise mu nabídl cestu do Paříže, aby se stal pážetem a učitelem italštiny Anny Marie.
V Tuilerieském paláci, kde sídlil dvůr, se mladý Giovanni rychle naučil francouzským zvykům. Kvůli tomu, že princezna Anna Marie neměla vlastní hudebníky či zpěváky, se Giovanni Battista dostal do kontaktu s předními umělci z okruhu královského dvora, se kterými se zapojoval do jejich hudebních produkcí. Pro svou účast na povstání proti králi (neboli frondě) však musel Gaston Orleánský uprchnout, a následně byla i Anna Marie vyhoštěna do exilu v Saint-Fargeau.
Díky svým známostem s mnoha významnými hudebníky dostal Giovanni Battista v únoru 1653 příležitost tančit ve velkolepém Cambefortově baletu Ballet de la Nuit (Balet Noci), ve kterém poprvé na veřejnosti vystupoval král Ludvík XIV. v roli boha Apollóna. Ten si povšiml Lulliho výkonu, který ocenil, a postupně se mladý Giovanni stal jedním z jeho nejoblíbenějších tanečníků. V březnu 1653 byl jmenován královským skladatelem instrumentální hudby (Compositeur de la Musique instrumentale de la chambre), čímž začala jeho kariéra u královského dvora.

### Kariéra

#### Dvorní balet a Molière

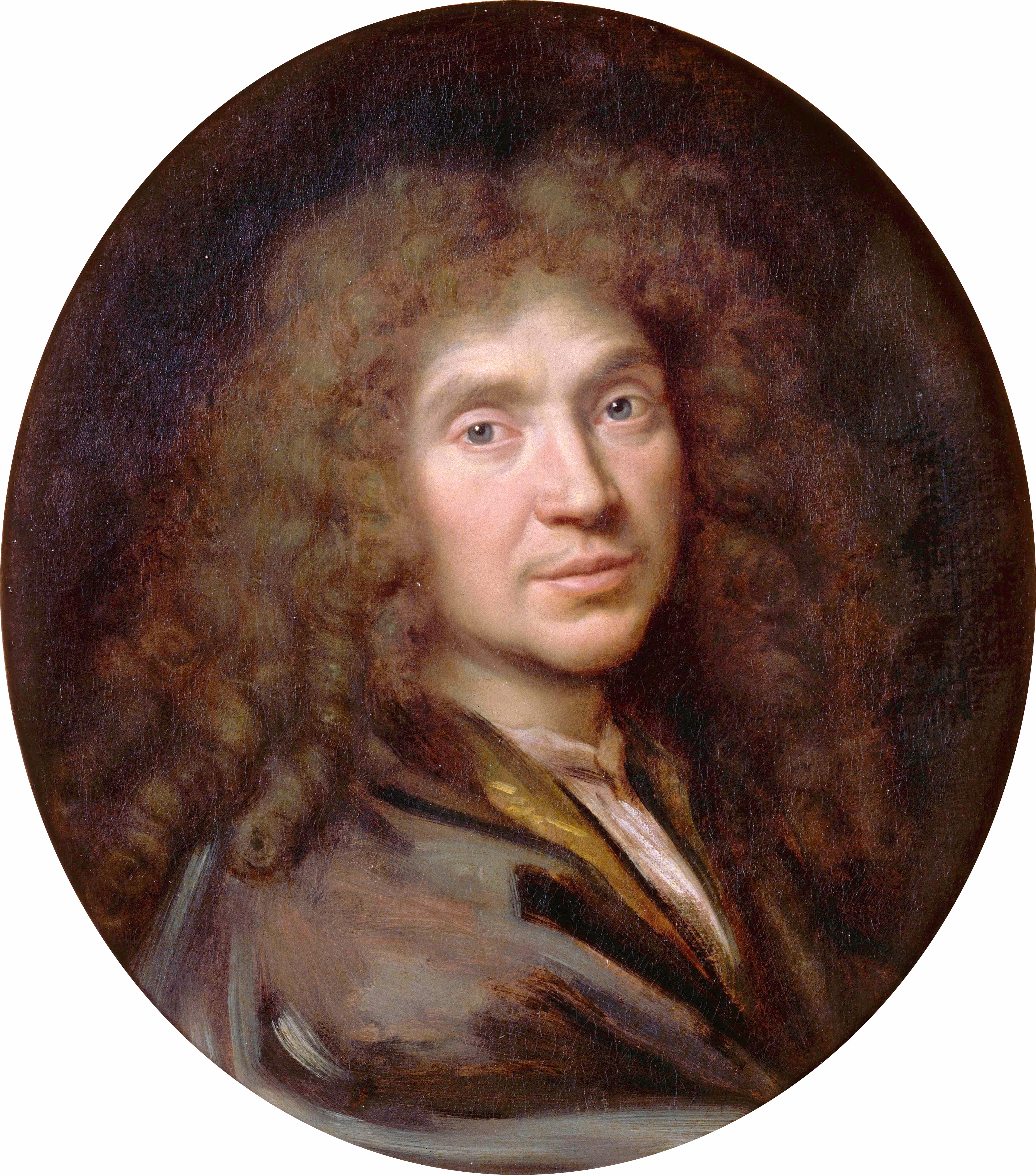
Molière (portrét od Pierre Mignarda)

Dvorní balet (francouzsky ballet de cour) byl u francouzského dvora v průběhu Velkého století velmi oblíbený; v baletech tančil sám král i dvořané. Lulli se dvorních představení účastnil jako tanečník a také jako hudebník. V roce 1658 začal hudbu pro dvorní balety sám skládat na texty Isaaca de Benserada, se kterým soustavně spolupracoval až do roku 1669. V roce 1661 byl jmenován superintendantem královy hudby (Surintendant de la Musique de la Chambre du Roi) a získal francouzské naturalizační listiny, proto si pofrancouzštil jméno na Jean-Baptiste Lully.
Mezi lety 1664–1671 spolupracoval zejména s Molièrem (vlastním jménem Jean-Baptiste Poquelin); společně tvořili comédie-ballety (baletní komedie).
Přátelství s Molièrem bylo pro Lullyho pro určitý čas klíčové; popularita Molièrových děl s Lullyho hudbou byla na velmi vysoké úrovni, čímž oba upevňovali svou pozici u dvora. Brzy začali být známí jako Les deux Jean-Baptistes (dva Jean-Baptisté). Svou spolupráci dovedli k dokonalosti v komedii Le Bourgeois gentilhomme (česky Měšťák šlechticem, 1670). Hra Psyché, sepsaná ve spolupráci s Philippe Quinaultem a Pierre Corneillem, která měla premiéru 17. ledna 1671, znamenala pro Molièra jeho největší úspěch. Zároveň také znamenala konec přátelského vztahu a spolupráce mezi Lullym a Molièrem, který následně až do své smrti spolupracoval s Lullyho rivalem Marc-Antoine Charpentierem.
Jean-Baptiste v té době viděl potenciál v něčem úplně jiném, než je dvorní balet či baletní komedie. Pierre Perrin, básník a libretista získal privilegium k založení Académie royale de musique (Královská hudební akademie), jejíž produkce začala být po počátečních nejistotách velice úspěšná, což přitáhlo Lullyho pozornost; zpočátku si totiž myslel, že opera ve francouzštině je nesmysl, ale postupně změnil názor, když viděl zájem krále i publika.

#### Tragédie en musique a Quinault
Perrin dostal výhradní právo na uvádění oper; jeho spolupracovníkem se stal hudební skladatel Robert Cambert, se kterým sdílel post ředitele Académie. Jejich společná opera Pomone (Pomona), která se objevila na scéně 3. března 1671, a další počin Les peines et plaisirs de l'amour sice zaznamenaly značný úspěch, avšak Lullyho nátlak na krále a bezohledné chování Perrinových dvou dalších partnerů, spekulantů markýze de Sourdéac a sira de Champeron, mělo za následek, že se Perrin ocitl ve vězení pro dlužníky. Ve vězení jej navštívil Lully a nabídl mu pomoc (doživotní rentu) výměnou za převedení privilegií. Dne 13. března 1672 schválil Ludvík XIV. převedení privilegia pro uvádění oper na Lullyho, který převzal Perrinovu a Cambertovu pozici a stal se ředitelem Académie. Ihned v ní zavedl profesionální a přísný režim, jenž zahrnoval i dohled nad osobním životem členů souboru – ti si nemohli dovolit nemoc, opilství nebo dokonce těhotenství. Jako první také zavedl rozsáhlé obsazování žen v tanečních rolích.
 Následující čtyři měsíce se Perrinovi společníci snažili o právní zpochybnění převodu privilegií, avšak neúspěšně. Na základě privilegia se Lully stal doslova francouzským operním monarchou; bez jeho souhlasu nemohla být ve Francii veřejně uvedena žádná opera, čímž si získal řadu mocných nepřátel; v roce 1674 byl dokonce proveden pokus ho otrávit, avšak jakožto důvěrný přítel krále měl zajištěnu ochranu.
Tragédie en musique (neboli pozdějším názvem tragédie lyrique) je oficiálním označením pro typ opery, který uvedl Lully spolu se svým spolupracovníkem Philippe Quinaultem. Děj je rozčleněn do pěti dějství, kterým předchází prolog (ten je alegorií na aktuální politickou situaci a oslavuje největšího z hrdinů – Ludvíka XIV.).
První tragédií en musique, uvedenou 27. dubna 1673 v Paříži, se stala opera Cadmus et Hermione (Kadmos a Harmonia), která je považována za první francouzskou operu. Po provedení u královského dvora sklidili Lully s Quinaultem velký úspěch a jejich spolupráce pokračovala. Od roku 1673 uvedl Lully každoročně jednu operu, kromě roku 1681, kdy nenapsal žádnou, a roku 1686, kdy sepsal opery dvě. V následujícím roce měla premiéru opera Alceste, ou Le triomphe d’Alcide (Alcesta aneb Triumf Alcidy), o rok později (1675) pak Thésée (Théseus). V roce 1676 se odehrála premiéra opery Atys, která se stala známou pod přízviskem královská opera; jednalo se o nejoblíbenější operu krále Ludvíka XIV.

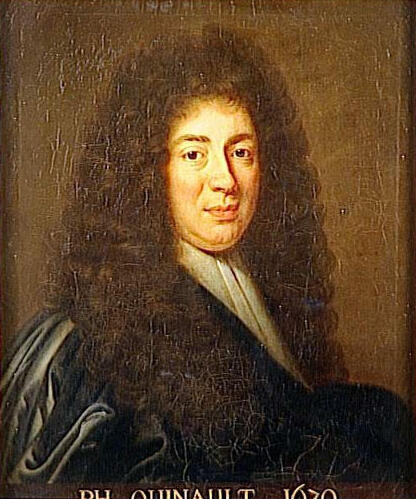
Philippe Quinault (1670)

Úspěch, kterého autoři dosáhli s Atysem, chtěli zopakovat i následující rok s novou operou Isis. Náklady na její provedení vystoupaly o polovinu výše než v případě Atyse (suma vyplacená na premiéru Isis činila 151 780 livrů 60 sous). Hudebně se jedná o Lullyho nejlepší operu (získala přízvisko opera muzikantů), avšak u dvora zcela propadla kvůli skandálu, který její uvedení vyvolalo. Již v případě Atyse se objevovaly veřejné i soukromé kritiky libretisty Philippa Quinaulta, které kulminovaly právě v době premiéry Isis. Nebylo tedy náhodou, že v jinak konvenční zápletce byly v postavě nesympatické, chorobně žárlivé Junony spatřovány rysy madame de Montespan a její rivalka, markýza de Ludres, která byla v tom čase milenkou krále Ludvíka XIV., byla rozpoznána v postavě Íó / Isis. Sám král pak byl přirozeně ztotožňován s Jupiterem, jehož pojetí také nebylo jednoznačně lichotivé (podle belgického historika Manuela Couvreura je Jupiter v Isis „karikaturou“ a „směšnou postavou“). Že byl tento výklad skutečně v oběhu, dokládá například dobová korespondence madame de Sévigné, a jak informoval Svatého otce apoštolský nuncius v Paříži, „zalíbení, které madame de Montespan v této opeře nalezla, bylo natolik malé, že ji zhlédla jen několikrát; některé situace zápletky nejen že neoceňuje, ale dokonce je shledává nepříjemnými“. Kvůli domnělým narážkám v textu na skutečné osoby ztratil libretista Quinault dočasně přístup ke dvoru, proto si musel Lully najít jiného spolupracovníka. Lully také propustil svého pomocného dirigenta Jeana-Françoise Lallouetta, který se vychloubal, že je autorem nejlepších částí opery. Následujícího roku uvedl Lully operu Psyché, ke které jako libreto použil přepracovaný text z dřívější hry, jehož autorem byl Molière, spolu s Quinaultem a P. Corneillem. V roce 1671; úpravu textu hry na libreto provedl Thomas Corneille. Zcela nové libreto Lully potřeboval až roku (1679) v případě Bellérophona, které opět sepsal Thomas Corneille, spolu s Bernardem de Fontenelle.
V roce 1680 se již mohl Phillippe Quinault ke dvoru vrátit, poté, co veřejně „se slzami v očích“ požádal krále o odpuštění, a mohl tak opět spolupracovat s Lullym. Jejich nová opera Proserpine se stala vzorovou francouzskou tragédií en musique. Sbor zde hraje klíčovou roli; je přítomen ve více než polovině celkové délky opery a opera se vyznačuje bohatou orchestrací.
Až o dva roky později (1682) uvedl Lully s Quinaultem své další dílo, operu Persée (Perseus) v divadle Palais-Royal v ulici Saint-Honoré. Premiéra se odehrála při příležitosti narození Ludvíka, vévody burgundského, vnuka krále Ludvíka XIV. V témže roce se přesunul královský dvůr do zámku ve Versailles, kde se roku 1683 uskutečnila premiéra opery Phaëton (Faethón). Ta se později stala známou pod označením lidová opera (l'Opéra du Peuple). Opera Amadis, jejíž námět vybral sám Ludvík XIV., se vymyká klasickému modelu tragédie en musique; námět se neopírá o římskou mytologii, ale o rytířský román Amadís Waleský; Amadis měl premiéru v lednu 1684. Významná árie Bois épais z opery Amadis bývá často uváděna samostatně jako typická ukázka jedné z Lullyho nejlepších monologových árií. V roce 1685 byl uveden Roland, který podobně jako Amadis není dějově založen na římské mytologii, ale na Ariostově básni Orlando furioso (Zuřivý Roland).
V únoru 1686 měla premiéru Armide (Armida), která bývá označována jako Lullyho mistrovské dílo. Podobně jako v případě oper Amadis a Roland se děj Armidy neopírá o předlohu z klasické mytologie, ale o Tassův epos La Gerusalemme liberata (Osvobozený Jeruzalém). Ludvík XIV. pravděpodobně nikdy Armidu neviděl, protože u něj Lully upadl v nemilost kvůli svým homosexuálním aférám, které se dostaly na veřejnost v zimě roku 1685. Král se, patrně pod vlivem Madame de Maintenon, od svého oblíbeného skladatele distancoval, stejně jako od Pařížské opery.
Lullyho poslední opera Achille et Polyxène (Achilles a Polyxena), kterou začal skládat po velkém úspěchu Armidy, měla na tento úspěch navázat. Libreto sepsal Jean Galbert de Campistron, který pro Lullyho sepsal libreto již předchozí rok k pastorale héroïque Acis et Galatée (Ákis a Galateia). Lully před svou smrtí nestihl operu dokončit, zkomponoval jí pouze přibližně jednu třetinu. Zbytek po Lullyho smrti dokončil jeho pomocný dirigent Pascal Collasse, který pro něj pracoval od roku 1677. Opera neměla přílišný úspěch, proto byla brzy stažena.
Po dobu patnácti let byl Lully prakticky jediným autorem oper ve Francii, sám tedy vytvořil národní styl. Jeho díla se stala inspirací pro mnoho dalších evropských skladatelů; například pro Rameaua či Purcella.

### Osobní život

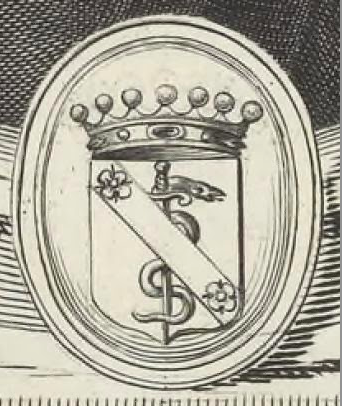
Lullyho erb

Lully se stal Francouzem v prosinci 1661; jeho naturalizační listina potvrzuje pofrancouzštělé jméno „Jean-Baptiste de Lully“. Dne 24. července 1662 se v kostele svatého Eustacha oženil s Madeleine Lambertovou (1642–1720), dcerou Michela Lamberta, významného francouzského pěveckého mistra a theorbisty působícího na královském dvoře a Lullyho blízkého spolupracovníka a spoluautora, a neteří významné dvorní zpěvačky Hilaire Dupuis. Svůj souhlas se sňatkem vyjádřil podpisem svatební smlouvy i král Ludvík a další osobnosti, jako královny Anna a Marie Terezie či ministr Colbert. Měli spolu šest dětí, tři syny a tři dcery, narozené v rychlém sledu v letech 1663–1668,. Všichni tři synové (Louis, Jean-Baptiste, Jean-Louis) se stali hudebníky na královském dvoře.
Lully předstíral šlechtický původ již od příchodu do Francie, ten však byl veřejně zpochybňován. Ludvík XIV. jej však nepřímo potvrdil, když povolil roku 1681 Lullymu zakoupit hodnost sekretářem krále (Sécrétaire du roi), jež byla spojena se šlechtictvím a dávala mu nárok na oslovení Monsieur de Lully. Od té doby se podepisoval jako Monsieur de Lully, escuyer, conseiller, Secrétaire du Roy, Maison, Couronne de France & de ses Finances, & Sur-Intendant de la Musique de sa Majesté. Jeho pozdější snaha zakoupit statek a titul hraběte de Grignon vyšla naprázdno.
Jean-Baptiste patřil mezi několik málo důvěrných přátel krále. Ačkoli měl Lully množství sexuálních i finančních skandálů, kvůli kterým několikrát upadl v královu nemilost, vždy dokázal nalézt cestu zpět do královy přízně; jejich přátelství trvalo téměř až do Lullyho smrti, teprve od poloviny 80. let 17. století bylo možné pozorovat trvalejší ochlazení, které se však nedotklo Lullyho postavení u králova dvora.
Lully se v intimní rovině projevoval jako bisexuál; jeho sklony se brzy staly veřejným tajemstvím již před jeho sňatkem, jak svědčí jarmareční píseň z roku 1662. Největší skandál v této oblasti propukl v roce 1685, kdy vyšel najevo Lullyho milenecký vztah s pážetem jménem Brunet, který u něj žil coby student hudby. I v tomto případě Ludvík XIV. neváhal dát najevo svou podporu skladateli.
Stejně jako drtivá většina obyvatel tehdejší Francie se i Lully hlásil k římskokatolické církvi, nicméně byl označován za sodomitu a muže bludařských sklonů. Výhrady církve vůči němu ilustruje spor z doby, kdy Lully umíral: kněz mu vyčetl zhýralý život a především odmítl poskytnout svaté přijímání, pokud neslíbí, že zanechá opery. I když Lullyho blízcí hrozili, že si budou stěžovat králi, avšak pařížský arcibiskup François Harlay de Champvallon zpovědníkův příkaz schválil a Lully se musel podřídit. Lullyho tvorba také obsahuje, oproti většině ostatních barokních skladatelů, pouze několik málo děl s duchovní tematikou, navíc jde většinou o dvorské zakázky, kterým se nemohl vyhnout.

### Smrt
Na počest úspěšné operace análního píštělu Ludvíka XIV. 18. listopadu 1686 a jeho následného uzdravení bylo 8. ledna 1687 znovu uvedeno Lullyho Te Deum v konventu feuillantů, v provedení více než 150 zpěváků a instrumentalistů. Při dirigování jedné ze zkoušek se Lully prudce udeřil bodcem těžké barokní taktovky do palce pravé nohy, který se v důsledku nedostatečné hygieny zanítil. Protože Lully odmítal amputaci probodnutého prstu (a později celé nohy), kterou mu místní i z ciziny přivolaní lékaři radili, postupně se zánět rozšířil, čímž došlo k otravě krve. Po zlepšení stavu v průběhu února nastalo ke konci měsíce rychlé zhoršení. Dne 28. února 1687 k sobě Lully povolal kněze se žádostí o udělení posledního pomazání; ten souhlasil s udělením pomazání pod podmínkou, že jako pokání spálí rozpracovanou partituru své poslední opery (Achilles a Polyxena). Lully souhlasil a partituru vhodil do ohně. Když byl po odchodu kněze dotázán jedním ze svých přátel, proč to udělal, Lully mu prozradil, že má ještě jednu kopii partitury. Na smrtelné posteli, po posledním pomazání, složil Lully své poslední dílo, pětihlasý kánon Il faut mourir, pécheur (Umíráš, hříšníku, umíráš).
Dne 10. března sepsal Jean-Baptiste Lully svou poslední vůli, v níž mimo jiné odkázal své operní privilegium své ženě a potomkům a svěřil řízení Královské hudební akademie své ženě Madelaine, jíž měli být po ruce François Frichet a dirigent Pascal Collasse; nástupnictví ve funkcích u dvora Ludvíka XIV. měl již zajištěno jeho syn Jean-Louis Lully. Nedlouho poté, 22. března 1687, zemřel na následky gangrény ve své hlavní rezidenci, domě na pařížském předměstí Ville l'Évêque. Po pohřbu v místně příslušném farním kostele svaté Máří Magdalény (zbořen roku 1801, dnes nahrazen kostelem novým), na kterém zaznělo jeho Dies irae (Den hněvu), bylo jeho tělo – v souladu s přáním vyjádřeným v závěti – uloženo do tomby v augustiniánském kostele Panny Marie Vítězné v Paříži, až na vnitřnosti, které zůstaly uloženy u Máří Magdalény. Lullyho vdova dala v kostele, kde byl pohřben, zřídit výstavný kenotaf, který se dochoval, avšak na jiném místě a bez kovových a štukových součástí, které byly zničeny za velké francouzské revoluce.
Jean-Baptiste Lully po sobě zanechal čtyři domy – totiž svou rezidenci ve Ville l'Évêque, původní pařížský dům v ulici Sainte-Anne, nájemní dům v ulici Royale a venkovské sídlo v Puteaux a nemalý movitý majetek, zejména překvapivé množství hotovosti. Novinové zprávy uváděly, že se v jeho truhlách našlo až 760 000 livrů, což představovalo více než pětisetnásobek ročního platu průměrného dvorního hudebníka; pozůstalostní soupis však uvádí 266 562 livrů v hotovosti, spolu s nábytkem a cennostmi 387 000 livrů a po připočtení ceny nemovitostí zhruba 650 000 livrů celkové hodnoty pozůstalosti.

## Dílo

### Hodnocení umělecké činnosti
Téměř tři staletí byl Lully znám spíše kvůli neobvyklým okolnostem své smrti. Také Lullyho pověst dvorního intrikána neblaze poškodila jeho hudební postavení, ale v poslední čtvrtině 20. století snaha o autentické uvádění staré hudby způsobila znovuzrození několika polozapomenutých jevištních skladeb. Uvedení opery Atys zahájilo novodobý zájem o francouzskou barokní operu. Na rozdíl od Atyse, který se dočkal i scénického provedení, je většina Lullyho oper prováděna pouze v koncertním provedení; například Isis.
Kromě oper patří mezi Lullyho významná duchovní díla 11 malých a 11 velkých motet. Jejich text vychází ze žalmů (například Quare fremuerunt, podle žalmu č. 2) či se opírá o křesťanské motivy (Plaude Laetare Gallia, Raduj se a zpívej Francie).
Pro Lullyho hudební díla je typická rytmická preciznost, dramatický patos; velké, jednoduché, výrazně melodické linky árií, velké zastoupení sboru a orchestru a bohatá choreografie.

### Dochování, seznam a edice děl

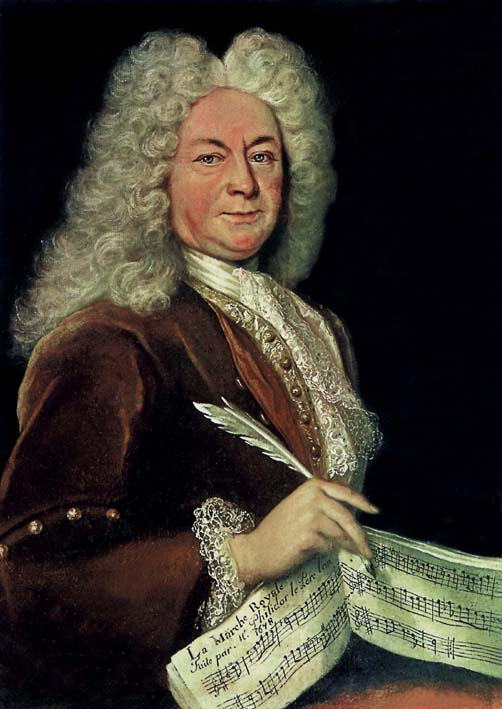
André Danican Philidor, zvaný Philidor l'Aîné

Lullyho dílo se ve srovnání s jeho současníky zachovalo v mimořádném rozsahu. Jako schopný podnikatel si byl vědom propagačního významu publikace svých děl a byl schopen ji financovat, všechna rozměrná díla jeho zralého období tak jsou dostupná ve formě autorských tištěných partitur. Po Lullyho smrti navíc král Ludvík XIV. nařídil shromáždit všechna zachovaná Lullyho díla. Této úlohy se ujal skladatel André Danican Philidor (1652–1730), králův hudební knihovník a kopista. Díky němu se zachovala řada skladeb ze začátků Lullyho působení u královského dvora z 50. a 60. let 17. století. Ojediněle se opisy Lullyho děl zachovaly i v jiných rukopisných sbírkách. Philidorovy opisy jsou velmi spolehlivé: neváhal například nechat skladby jen torzovité, aniž by chybějící úseky nebo hlasy doplňoval. Ne vždy je však spolehlivé přiřčení Lullymu, u některých skladeb bylo později prokázáno, že je napsali jiní skladatelé. Philidor i pozdější badatelé občas podléhali jednak tendenci připisovat slavnému Lullymu i skladby jeho méně známých současníků, jednak tendenci spoléhat na Lullyho pověst a připisovat mu skladby vyšší kvality, zatímco u skladeb méně zdařilých jeho autorství popírat.
Přesto jsou z dobových zpráv známa Lullyho díla, která se nezachovala, zejména baletní hudba.
První novodobé edice Lullyho děl pocházejí z poslední čtvrtiny 19. století, věnoval se jim například francouzský skladatel Théodor de Lajarte (edice sedmi oper v letech 1877–1883) nebo německý muzikolog Robert Eitner (edice Armidy z roku 1885). Edice Lullyho souborného díla, kterou zahájil Henry Prunières roku 1930, se zastavila jeho smrtí roku 1942. Německý muzikolog Herbert Schneider sestavil seznam Lullyho děl Lully Werke Verzeichnis (LWV), který je utvořen chronologicky (nikoli tematicky = podle druhu skladby, jako například BWV), podle data prvního uvedení skladby (premiéry). Schneider stojí společně s Jerômem de La Gorce v čele nové kritické edice souborného Lullyho díla, kterou vydává nakladatelství Georg Olms Verlag.
Objemově největší část Lullyho díla zahrnují jeho opery. K nim přistupují balety a příbuzná jevištní díla (comédie-ballet, tragédie-ballet, divertissement) vzniklá pro dvůr Ludvíka XIV. Mnohem menší část zaujímá duchovní tvorba, a to výhradně ve formě moteta („velkého“ a „malého“). Lullyho dílo dále obsahuje řadu drobných skladeb vokálních a instrumentálních, zejména tanečních. Zachovaly se převážně v kopiích a většinu z nich nelze přesně datovat ani určit jejich konkrétní účel či adresáta.

### Moteta
V oblasti duchovní hudby tvoří Lullyho příspěvek soubor motet. Klasické francouzské moteto se konstituovalo krátce před skladatelovým příchodem do Paříže, za vlády Ludvíka XIII., a jeho základní stylové rysy se rychle ustálily v tvorbě Nicolase Formého, Guillauma Bouzignaca, Thomase Goberta a Jeana Veillota. V 50. letech 17. století definoval Henri du Mont ve své tvorbě žánry „velkého moteta“ a „malého moteta“. Lully v tomto oboru přinesl mnohem méně inovací než v jevištních žánrech. Na rozdíl od baletu a opery zde měl také po celou svou kariéru zdatné konkurenty, vedle du Monta zejména Marka-Antoina Charpentiera a Michela-Richarda Delalanda.

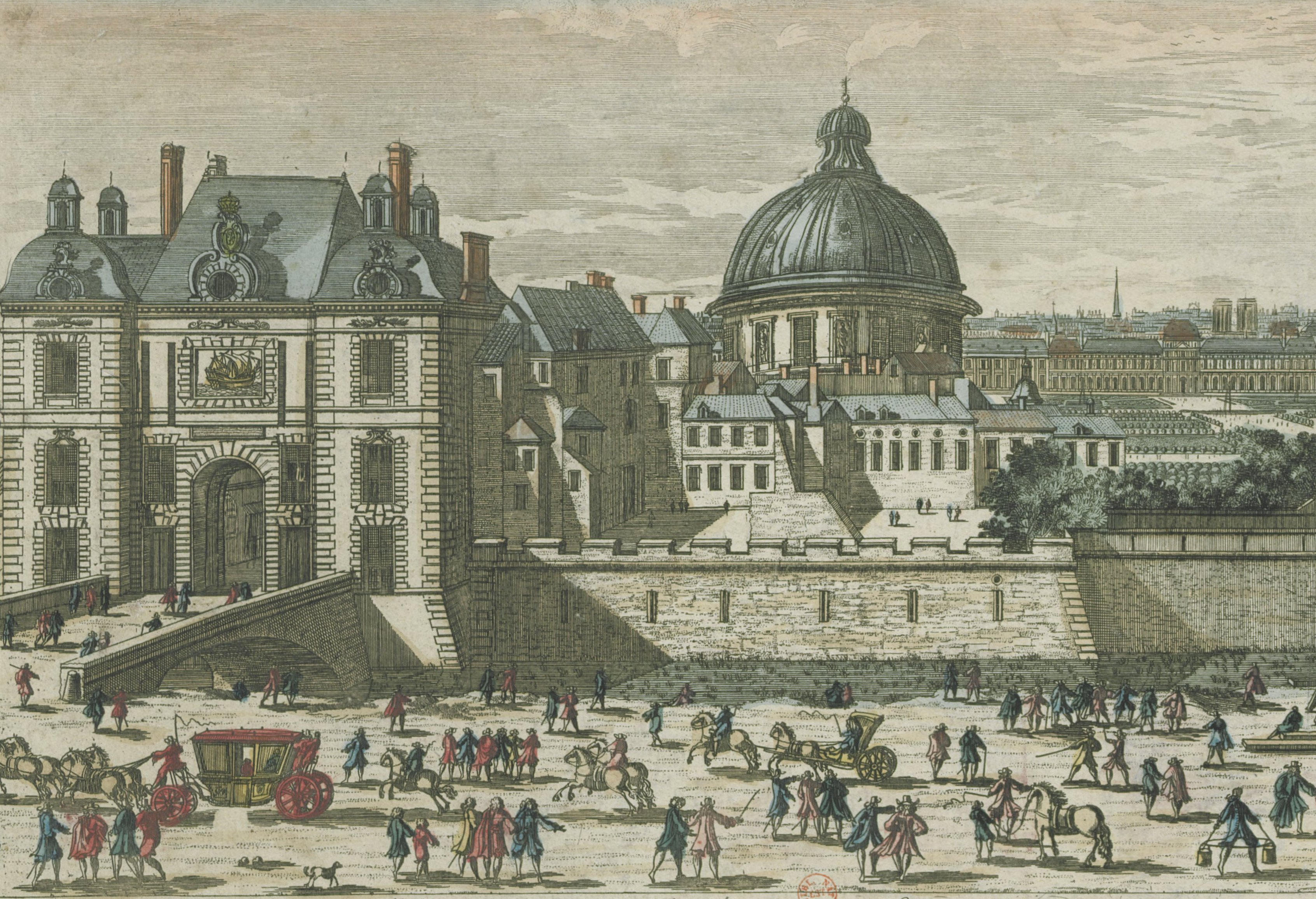
Brána Saint-Honoré a kostel s klášterem Nanebevzetí Panny Marie, pro který Lully napsal sérií svých „malých motet“. Rytina N. de Poillyho ze 17. století

Velké církevní obřady u dvora Ludvíka XIV. byly pro Lullyho významnou možností, jak se prosadit a udržet si svou pověst, protože se jich mohlo účastnit i více posluchačů než v případě dvorských zábav. Navíc se nabízelo využití většího množství hudebníků než při jakékoli jiné příležitosti, protože při těchto obřadech bylo možno spojit hudební personál „královské kaple“ (musique de la Chapelle), vyhrazený pro duchovní hudbu, se světskými tělesy (musique de la Chambre), a již roku 1663 se premiéry Lullyho Miserere účastnilo přes 140 pěvců a instrumentalistů. Prvním Lullyho motetem bylo zřejmě – autorství není prokázáno s naprostou jistotou – Jubilate Deo, zvané též Motet de la Paix, které mělo premiéru 29. srpna 1660 na oslavu dosažení Pyrenejského míru. Bylo brzy zapomenuto, zato následující moteto Miserere, napsané pravděpodobně pro Velikonoce roku 1663, bylo opakováno při řadě příležitostí u královského dvora i jinde. Menšího ohlasu dosáhly O lachrymae a Benedictus, napsané patrně v letech 1663–1664. Moteto Plaude laetare Gallia z roku 1668, napsané ke slavnostnímu křtu Velkého dauphina, zůstalo nadlouho poslední. V 70. letech Lully napsal jediné moteto, zato jedno ze svých nejslavnějších: Te Deum ke křtu vlastního syna Louise na zámku ve Fontainebleau, kde mu byl kmotrem sám král (1677).
Lully se vrátil k motetům až v roce 1683, kdy začaly u královského dvora pod vlivem Madame de Maintenon nad zábavami převládat projevy zbožnosti, zejména po smrti královny Marie Terezie, a Lully se snažil udržet svůj vliv. Mezi lety 1683 a 1687 napsal druhou šestici velkých motet: De profundis, Dies irae (obě se hrála na pohřbu královny), Quare fremerunt (podle žalmu 2), Domine salvum fac regem (podle posledních veršů žalmu 20), Notus in Judaea Deus (podle žalmu 76) a Exaudiat te Dominus (podle žalmu 20).
Texty těchto velkých motet jsou v latině pocházejí z různých liturgických zdrojů (zejména z Knihy žalmů), některé však napsal zvlášť pro tuto příležitost Pierre Perin. Zpívaný text je rozložen mezi velký a malý sbor. Velký sbor je pětihlasý a obsahuje hlasy „dessus, haute-contre, taille, basse-taille a basse“ (přibližně soprán, kontratenor, tenor, baryton a bas), tedy výhradně mužský – soprány zpívali chlapci – a s dominancí nižších hlasů. Malý sbor u Lullyho tvoří čtyři nebo pět sólistů: tři mužské hlasy (haute-contre, taille, basse) a jeden či dva ženské, totiž dessus či bas-dessus (alt), přičemž sólisté byli zpravidla profesionální pěvci. Orchestrální doprovod je stejně jako velký sbor pětihlasý a nástroje většinou dublují některý z hlasů; od Te Deum zařadil skladatel do orchestru trubky a tympány, do té doby v církevní hudbě nepoužívané. Vedle zpívaných částí obsahují Lullyho moteta rozměrné instrumentální části, „symphonies“ a „ritournelles“.
Zatímco první velká moteta měla tradičně uměřenou a vyváženou melodicko-harmonickou strukturu, od Plaude laetare Gallia Lully výrazně posílil harmonickou složku a využíval kontrapunkt a imitace. Pod vlivem zkušeností z jevištní hudby se jeho moteta stávaly čím dál divadelnějšími, což zejména platí o poslední šestici. Mezi použité prostředky patřily dynamické a harmonické kontrasty, změny rytmického základu, čím dále „opernější“ využívání malého sboru k áriím, duetům či tercetům, individuálnější využívání zejména dechových nástrojů. Dramatického účinku dosahoval také častými změnami tempa – například v Dies irae 27krát. Vliv italské hudby, zřetelný zejména v chromatismech v pasážích připomínajících žalozpěv, postupně slábne.
Malá moteta se zachovala často v pozdních opisech a jsou s nimi spojeny různé otázky. Z třinácti malých motet původně připisovaných Lullymu je dnes u dvou jeho autorství vyloučeno a u třetího, Exaudi Deus, je ze stylových důvodů pochybné. Nesporných zůstává deset: Anima Christi, Ave coeli munus supernum, Dixit Dominus, Domine salvum fac regem, Laudate pueri Domium, O dulcissime Domine, Omnes gentes plaudite manibus, O sapientia in misterio, Regina coeli a Salve Regina. Pocházejí všechna nejpravděpodobněji z let 1683–1686 a podle Philidorových údajů z roku 1729 byly složeny pro klášter dcer Nanebevzetí Panny Marie. V jejich kostele se konaly slavné hudební produkce, jichž se účastnily i profesionální pěvkyně či pěvci z blízké Opery. Lullyho malá moteta jsou složena pro tři hlasy – většinou ženské, soprány (dessus) a alty (bas-dessus), ale tři z nich vyžadují i mužské hlasy. Doprovod je pouze pro basso continuo (zpravidla violoncello), k němuž při předehrách a mezihrách přistupují „dessus“ (housle) a „violon“ (dnešní viola). Texty jsou latinské, vzaté ze žalmů či tradiční liturgie. Více než v jiné Lullyho tvorbě z jeho vrcholného období se v nich objevují italské rysy, jako jsou chromatismy, vokalízy a recitativy v pravidelném rytmu.

### Ostatní práce
Scénická díla a moteta tvoří největší část Lullyho díla. Zbytek tvoří drobnější vokální a instrumentální díla příležitostné povahy, komponovaná pro různé slavnostní příležitosti spojené s Lullyho funkcemi u královského dvora. Mezi nimi je řada pochodů (Première marche des mousquetaires 1658, Marches et batteries de tambour 1670, Marches pour le régiment de Savoie, 1685), soubor 54 trií pro dvoje housle a basso continuo, ale například i hudba pro kolotoče králova bratra (Airs pour le Carrousel de Monseigneur, 1686). U řady drobných vokálních skladeb označených většinou jako „air“ na slova Philippa Quinaulta, Isaaca de Benserade, Pierra Perrina a dalších, stejně jako u řady jednotlivých tanců (allemande, bourrée, sarabande, chaconne, především však Ludvíkem XIV. zvláště oblíbená courante), které se dochovaly bez spolehlivé datace, není jasné, zda vznikly samostatně nebo jako součást dvorských baletů nebo „divertissements“, od nichž se stylově neodlišují. Instrumentální hudba jiná než taneční je v Lullyho díle výjimkou (Plusieurs pièces de symphonie, 1685), sólová hudba pro jednotlivé nástroje se v něm nevyskytuje.

## Odraz vkultuře
- Film Král tančí líčí, na základě studie Lully ou le musicien du soleil (česky: Lully, hudebník Slunce) od Philippe Beaussanta, Lullyho vztah ke králi a k Molièrovi a rozebírá Lullyho život ve Versailles.[p 18] Ve filmu je použita pouze Lullyho hudba, na kterou je kladen velký důraz.[148][149]

## Galerie

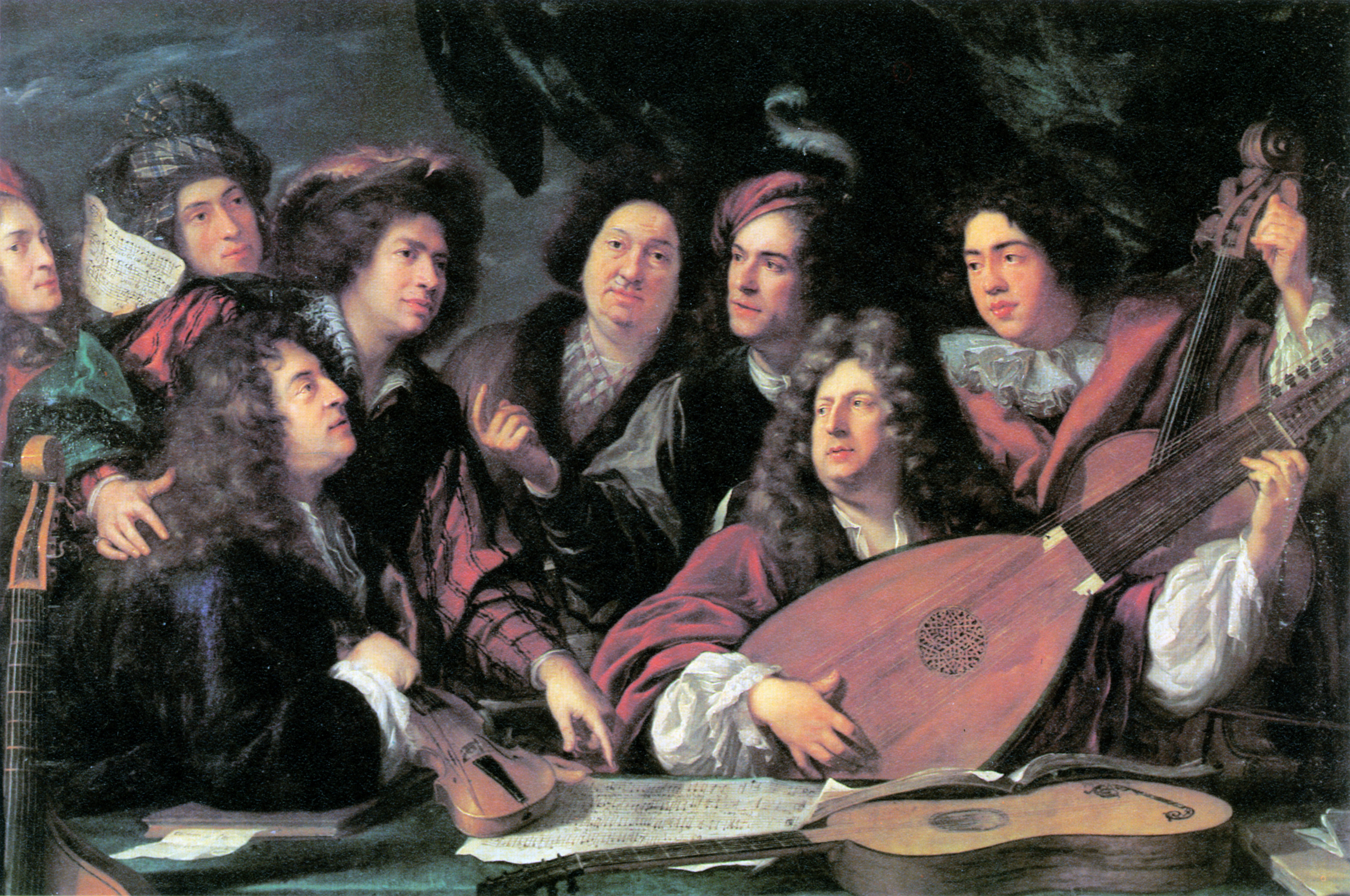
Portrét několika hudebníků a umělců (François Puget, 1688, Muzeum Louvre) Dvě hlavní postavy bývají označovány jako Jean-Baptiste Lully a Philippe Quinault
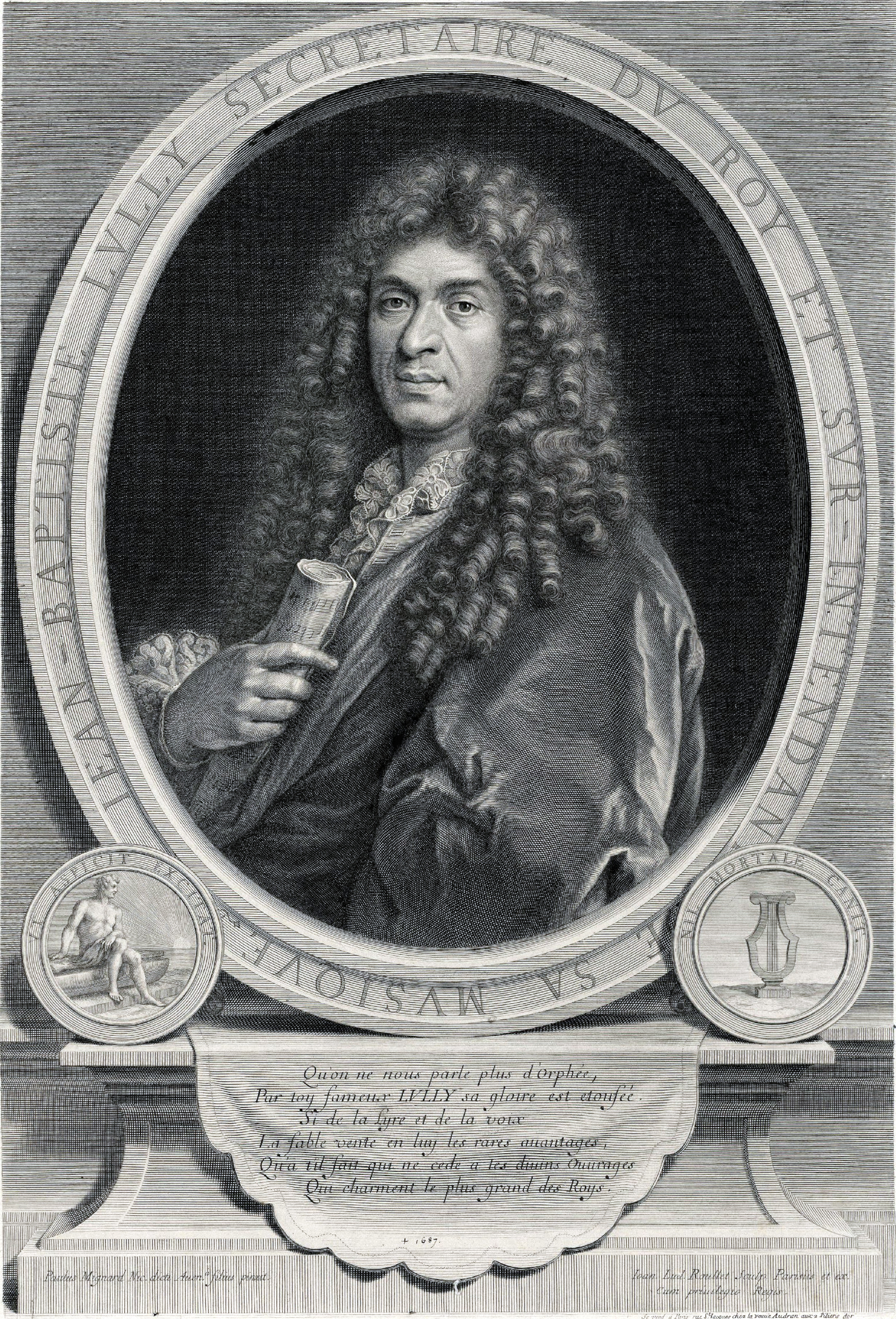
Jean-Baptiste Lully (obraz od Nicolase Mignarda)
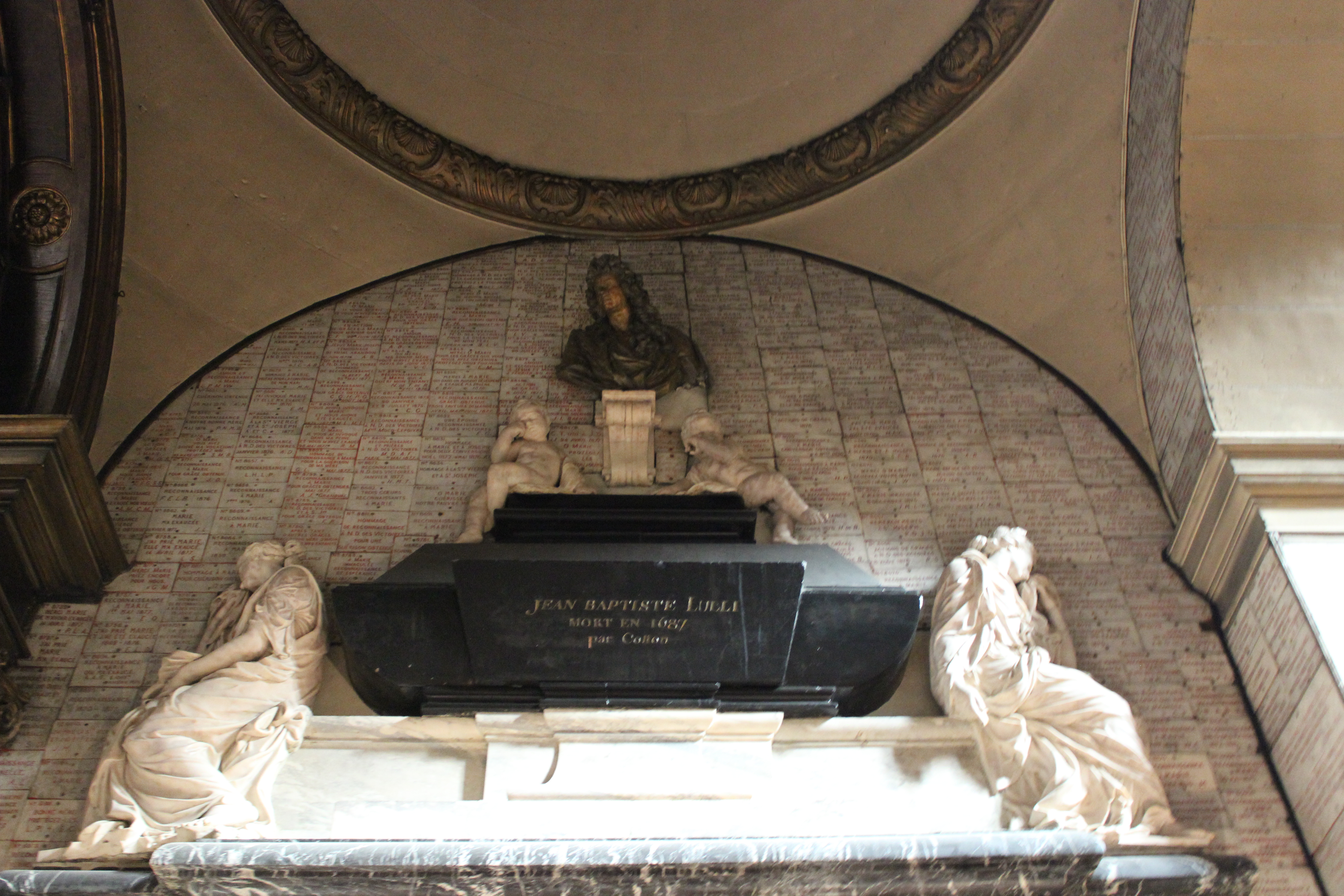
Lullyho hrobka v bazilice Panny Marie Vítězné v Paříži